# Magie neagră
Magia neagră este o ramură a magiei care se ocupă cu manipularea energiilor negative în scopuri negative. Se spune că magia neagră folosește puteri demonice și sufletele celor decedați.